# Étienne Lorin
Pour les articles homonymes, voir Lorin.
Étienne Lorin est un musicien français né le 5 juillet 1913 à Domfront et mort le 22 septembre 1975 à Fontenay-aux-Roses.
Multi-instrumentiste, son instrument de prédilection est l'accordéon. Il compose la musique de chansons populaires, en particulier pour Bourvil, et des musiques de film dans les années 1940 et 1950.

## Biographie
Il naît en 1913 dans l'Orne, où son père est chef de musique.
Il rencontre Bourvil en 1939 alors qu'il est encore inconnu. Il composera pour lui la musique de la plupart de ses chansons.
Il ouvre une école d'accordéon à Paris en 1946, et fonde l'orchestre d'accordéons de Paris.
Il remporte huit coupes de France d'accordéon, dont la coupe ORTF. Le grand prix du disque de l'Académie Charles-Cros, dans la catégorie accordéon, lui est décerné en 1972.
Il meurt en 1975 à Fontenay-aux-Roses, et il est enterré dans le cimetière de cette ville (25e division).

## Œuvre

### Chansons
- 1945 : Les Crayons (paroles de Bourvil)
- 1947 : La Rumba du pinceau (paroles de Bourvil)
- 1948 : C'est l'piston (paroles de Bourvil)
- 1949 : La Tactique du gendarme (paroles de Bourvil)
- 1952 : À Joinville-le-Pont (pour Roger Pierre)
- 1960 : Aragon et Castille (pour Boby Lapointe)
- 1965 : C'est la kermesse (pour Dupont et Pondu)

### Opérette
- 1965 : Ouah ! Ouah ! de Michel André

### Cinéma
- 1946 : Pas si bête d'André Berthomieu
- 1948 : Blanc comme neige d'André Berthomieu
- 1948 : Par la fenêtre de Gilles Grangier
- 1950 : Le Roi Pandore d'André Berthomieu
- 1950 : Le Rosier de madame Husson  de Jean Boyer
- 1952 : Grrr… d'André Rigal (court métrage)
- 1953 : Autant en emporte le gang de Michel Gast et Jacques Moisy
- 1954 : Poisson d'avril de Gilles Grangier

### Théâtre
- 1965 : La Bonne Planque de Michel André

## Disques
- Festival Musette[7]